# Fußschmuck

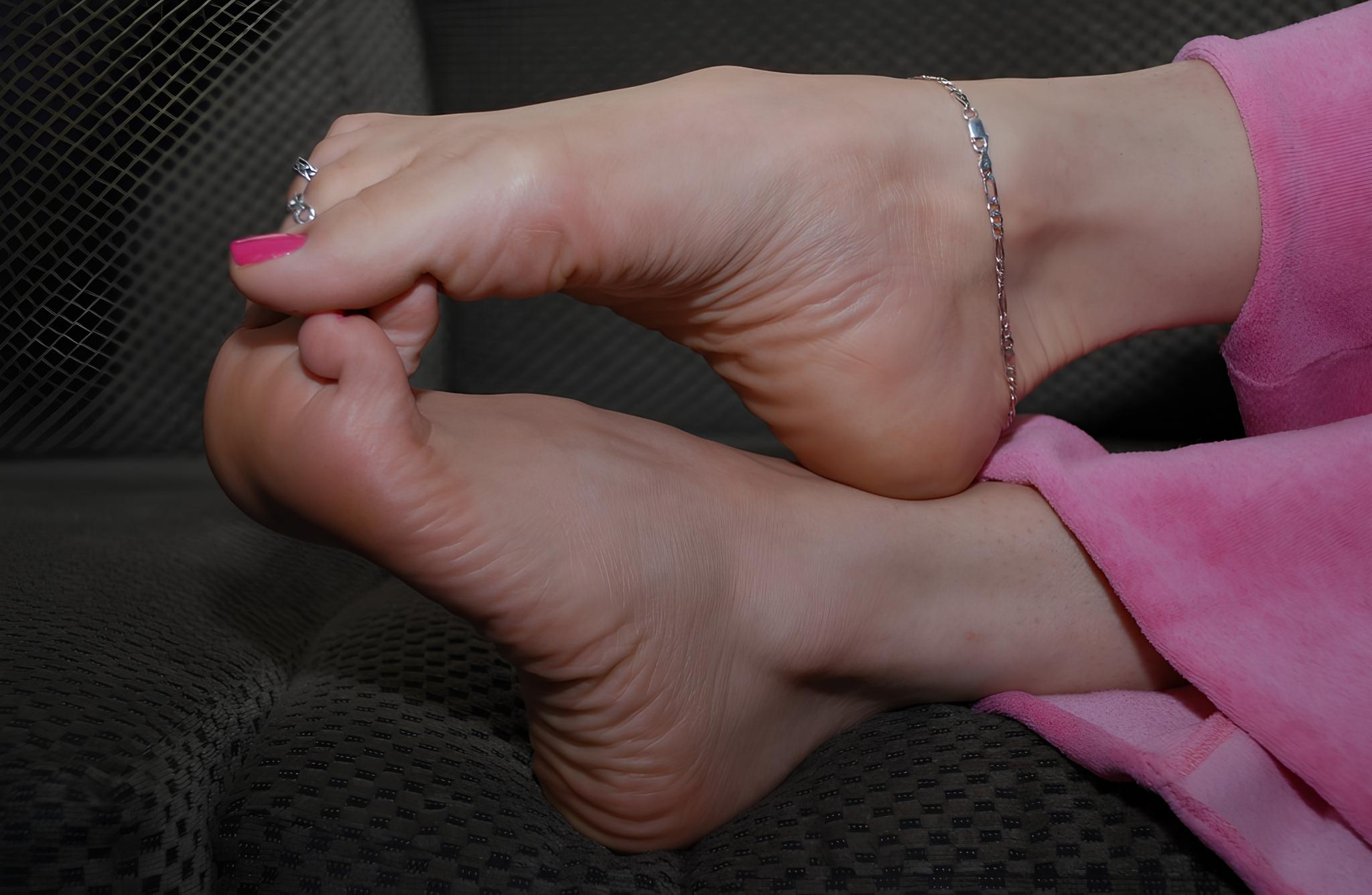
Fußschmuck in Form von Zehenringen und einem Fußkettchen an einem weiblichen Fuß.

Fußschmuck bezeichnet allgemein jede Form von Schmuck, der am Fuß oder Fußknöchel getragen wird. Häufig geschieht dies in Form von Ketten oder Ringen.

## Geschichtliches
Fußschmuck ist ein wesentlicher Bestandteil vieler alter Kulturen. Um etwa 800 v. Chr. bis zum Beginn der neuzeitlichen Zeitrechnung ist bei den Kelten das Tragen von Fußreifen oder Fußringen bei Männern und Frauen überliefert und durch Grabfunde belegt. Da Produkte der damaligen Schmiedekunst nicht von jedem besessen werden konnten, galten diese Schmuckstücke als Zeichen von Reichtum.
In Funden bei Graböffnungen Ägyptischer Pharaonen sind ebenfalls goldene Fußreifen gefunden worden.

### Historische Bedeutung
Die Bedeutung von Fußschmuck als besonderes Symbol für Luxus und Reichtum (noch mehr als Arm- oder Halsschmuck) rührt sehr wahrscheinlich aus den Anfängen dieser Schmuckform her. Die verbreiteten massiven Ringe und Reifen behinderten den Träger oder die Trägerin durchaus beim Gehen oder Laufen. Somit konnten sich nur diejenigen das Tragen solchen Schmuckes leisten, die zum Lebensunterhalt nicht auf das Laufen angewiesen waren, sondern andere für sich arbeiten lassen konnten.

## Varianten

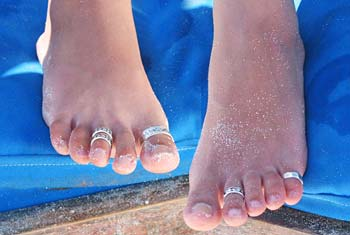
Zehenringe aus der breiten Palette des Fußschmucks

Es gibt je nach Kulturraum verschiedene Ausprägungen. Zum Beispiel besitzt der Fußschmuck in Indien eine lange Tradition. Dort findet man sehr üppig gestaltete Ketten, die oft mit Glocken versehen sind und besonders bei kulturellen Ritualen getragen werden. Beispielsweise wird dem Bräutigam bei einer Hochzeit das gleiche Fußband wie seiner Frau angelegt, der Bräutigam legt dieses aber nach den Hochzeitsfeierlichkeiten meistens wieder ab.
Im islamischen Raum ist Fußschmuck auch heute noch sehr verbreitet, bei Bauchtänzerinnen gehört er zur Standardausrüstung.
Im westlichen Kulturraum hat der Fußschmuck keine kulturelle Geschichte und hat daher oft eine dezente Funktion. Häufig werden Ketten aus Gold oder Silber um den Knöchel getragen, es gibt aber auch geflochtene Stoff- oder Lederbänder. Indischer Schmuck, Fußreifen oder Fußringe werden selten getragen. Als Fußschmuck gelten auch Zehenringe. Das sind Ringe aus Gold oder Silber, die an einem oder mehreren Zehen getragen werden.

### Tätowierungen
Eine weitere Variante des Fußschmuckes ist die Tätowierung. Tätowierungen am Fußknöchel kommen häufig vor, meistens sind dies Motive, die auf einer Seite des Knöchels angebracht sind. Eine stärkere Form davon sind Fußbänder, die um den Knöchel herum tätowiert sind. Eher selten sind Tätowierungen auf dem Fußrücken, noch seltener auf der Fußsohle.

### Geschlechtsspezifisches
Fußschmuck in allen Formen wird vorwiegend von Frauen getragen. Bei Männern ist Fußschmuck selten, jedoch immer häufiger. Falls er getragen wird, dann eher in Form von Stoff- oder Lederbändern, Gold- oder Silberketten.